# Volk Meditsch
Volk Meditsch, tudi Wolff Meditsch ali Wolff Medutsch, ljubljanski župan v 16. stoletju. 
Volk je bil župan Ljubljane med letoma 1511 in 1513, ko ga je nasledil Matevž Frang.